# 常石梨乃
常石 梨乃（つねいし りの、1978年7月29日 - ）は、日本の女優、映像作家 。奈良県出身。映画美学校フィクション・コース第25期初等科修了。

## 出演

### テレビドラマ
- SAMURAI CODE 第1話・第6話・第8話（2010年、テレビ東京 ）- 受付 役
- 特集ドラマ 風をあつめて （2011年、NHK ）- 看護師 役
- BS時代劇 新選組血風禄 第3話（2011年、 NHK BSプレミアム ）- 綾乃 役
- ドラマ10 （NHK）
  - シングルマザーズ 第1話（2012年）- 店員 役
  - さよなら私 第1話（2014年）- 信太朗ママ 役
  - コントレール〜罪と恋〜 最終話（2016年）- 看護師 役
- 天国の恋 第13話（2013年、東海テレビ ）- 未亡人 役
- 大河ドラマ 八重の桜 第26話・第27話・第28話（2013年、NHK）- 日向ユキの継母 役
- 紙の月 第1話（2014年、NHK）- 販売員 役
- おふこうさん 第1話（2014年、NHK BSプレミアム）- 保育士 役
- 弱くても勝てます～青志先生とへっぽこ高校球児の野望～ 6話（2014年、日本テレビ ）- 土屋先生 役
- 匿名探偵 第2話（2014年、テレビ朝日 ）- 婦警 役
- まんまこと 最終回（2015年、NHK）- 芸者 役
- MOZU スピンオフ 大杉探偵事務所 ～ 砕かれた過去編 （2015年、WOWOW ）- 記者 役
- 株価暴落 第1話（2015年、WOWOW）- 記者 役
- SAKURA〜事件を聞く女〜 第1話（2015年、TBS ）- 記者 役
- 相棒 （テレビ朝日）
  - 相棒 season10 第12話 つきすぎている女（2012年1月18日）- 社員寮の隣人 大崎智美 役
  - 相棒 season16 第3話 銀婚式（2017年11月1日）- 貴城商事 専務秘書 片岡美加 役
- 大岡越前 4 第7話（2018年、NHK BSプレミアム）- おしま 役
- 家族の旅路 家族を殺された男と殺した男 最終話 死刑執行の行方…父と子の結末（2018年、東海テレビ）- 記者 役
- 連続テレビ小説 半分、青い。 第47話（2018年、NHK）- 女優 役
- LIFE!〜人生に捧げるコント〜 （2018年、NHK）- 秘書 役
- 警視庁ゼロ係〜生活安全課なんでも相談室〜THIRD SEASON 第5話（2018年、テレビ東京）- 滝沢妙子 役
- いいね!光源氏くん第二シーズン（2021年、NHK） -侍女役

### 映画
- 祈りの幕が下りる時 （2018年、監督:福澤克雄 ）- 看護師 役
- リバースダイアリー（2018年、監督:園田新）- 審査員 役
- 審判（2018年、監督:ジョン・ウィリアムズ）- 鈴木マリ役[2]
- ミックスモダン（2024年、監督:藤原稔三) -木内園子役

### 舞台
- 士魂 Forever（2015年4月、新宿シアターサンモール ）
- くれない坂の猫（2016年4月、中野ザポケット）
- 捨て場（2016年11月、プロトシアター）
- marble―box（2017年11月、 SPACE 雑遊 ）

### ラジオドラマ
- 青春アドベンチャー なくしたものたちの国 第1話・第3話（2011年、NHK-FM）
- FMシアター （NHK-FM）
  - 八時五分の男 （2013年）- 松本静香 役
  - あいあるあした （2014年）- 真島の妻 役

## 監督作品

### 短編映画
- のどかな時間（2022年）-監督・脚本・出演
  - 第35回東京国際映画祭Amazon Prime Videoテイクワン賞　ファイナリスト
  - 第二回 ひたち映画祭　グランプリ
  - 第7回岩槻映画祭　入選　俳優賞（京本千恵美）
  - 第21回中之島映画祭　入選
  - 第23回小津安二郎記念蓼科高原映画祭短編映画コンクール　入賞
  - 鶴川ショートムービーコンテスト　観客賞
  - 第8回福井駅前短編映画祭　入選　ベストアクトレス賞（京本千恵美）

- 愛 LOVE Mother（2024年）-監督・脚本・出演
  - あいち国際女性映画祭2024　フィルム・コンペティション ドラマ部門　審査委員特別賞
  - 芦屋国際芸術映画祭コンペティション部門　グランプリ　観客賞